# كوبرنيكية أليفة الدبال
كوبرنيكية أليفة الدبال (الاسم العلمي:Copernicia humicola) هي نوع من النباتات يتبع جنس الكوبرنيكية من الفصيلة الفوفلية.